# Hunting High and Low (singolo a-ha)
Hunting High and Low è un singolo del gruppo musicale norvegese a-ha, pubblicato nel 1986 ed estratto dall'album omonimo.
Il brano è stato scritto da Pål Waaktaar.

## Tracce
- 7" (UK)

1. Hunting High and Low (Remix) - 3:45
2. The Blue Sky (Demo Version) - 3:12

- 7" (USA)

1. Hunting High and Low (Remix) - 3:45
2. And You Tell Me (Demo Version) - 1:52

## Video
Il videoclip della canzone è stato diretto dal regista irlandese Steve Barron.